# Volker Barth (General)
Volker Ernst Barth (* 5. April 1953 in Flensburg) ist ein Brigadegeneral außer Dienst des Heeres der Bundeswehr.

## Militärische Laufbahn
Nach dem Abitur am Nordsee-Gymnasium Büsum trat Barth im Juli 1973 als Offiziersanwärter in die Bundeswehr ein. Von 1984 bis 1986 absolvierte er den 27. Generalstabslehrgang Heer an der Führungsakademie der Bundeswehr in Hamburg, wo er zum Offizier im Generalstabsdienst ausgebildet wurde.
Von Oktober 2006 bis Februar 2007 amtierte Barth als ISAF-Regionalkommandeur im RC North in Nordafghanistan.
In seiner vorletzten Verwendung war Barth bis Mai 2013 im Bonner Kommando Streitkräftebasis (KdoSKB) verantwortlich für die Planung bzw. Konzeption streitkräftegemeinsamer/-übergreifender Ausbildung. Vom 1. Mai 2013 bis zu seinem Ruhestand im September 2015 war er stellvertretender Kommandeur des Zentrums Innere Führung (ZInFü) und Beauftragter für Erziehung und Ausbildung des Generalinspekteurs der Bundeswehr (BEA).
Barth ist evangelisch-lutherisch, verheiratet und hat eine Tochter.